# LaserActive

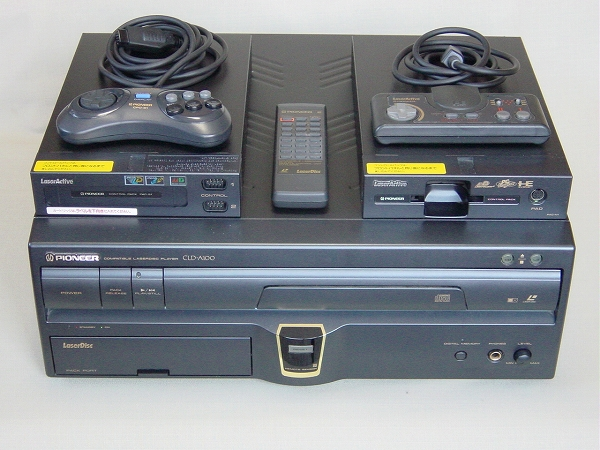
Konsola LaserActive z modułami TurboGrafx-16 i Mega Drive

Logo konsoli

LaserActive (jap. レーザーアクティブ, RēzāAkutibu) – konsola gier wideo czwartej generacji zdolna do odczytu płyt LaserDisc, CD, a także LD-Rom. Została wydana przez Pioneer Corporation w 1993 roku. Oprócz gier LaserActive, sprzedawane oddzielnie moduły dodatkowe (nazywane przez Pioneera „PACs”) obsługują kasety z Sega Mega Drive, Sega Mega-CD, TurboGrafx-16 ROM i CD-ROM. Pioneer wypuścił model LaserActive CLD-A100 w Japonii 20 sierpnia 1993 r., w cenie 89 800 ¥, a w Stanach Zjednoczonych 13 września 1993 r. w cenie 970 USD. Wersja odtwarzacza LaserActive pod marką NEC, znana jako LD-ROM² System lub model PCE-LD1, została wydana w grudniu 1993 roku i została wyceniona identycznie jak oryginalny system, a także akceptowała moduły PAC Pioneera. LaserActive nie ma blokady regionalnej, dzięki czemu oprogramowanie z dowolnego regionu może być odtwarzane na każdej z tych konsol. Konsola sprzedała się w ilości około 10 000 sztuk.